# جعفرآباد (مقاطعة دورة)
جعفرآباد (بالفارسية: جعفرآباد) هي قرية تقع في Shurab Rural District في إيران. يقدر عدد سكانها بـ 36 نسمة .